# Atentados de Ashura de 2004
La masacre de Ashura del 2 de marzo de 2004 en Irak fue una serie de explosiones terroristas planificadas que mataron al menos a 80-100 e hirieron al menos a 200 musulmanes chiitas iraquíes que conmemoraban el Día de Ashura. Los bombardeos trajeron uno de los días más mortíferos en la ocupación de Irak después de la Guerra de Irak para derrocar a Saddam Hussein.

## Los ataques
Nueve explosiones fueron detonadas en Karbala, acompañadas de morteros, granadas y cohetes, matando a más de 100 personas, mientras que tres explosiones cerca de la mezquita Al-Kadhimiya en Bagdad mataron a 58 más. Aunque el ataque involucró escuadrones armados, coches bomba y hasta una docena de atacantes suicidas, también hubo un vehículo cargado de explosivos que fue interceptado mientras intentaba ingresar a Basora, al igual que dos atacantes suicidas en Karbala y otros en Bagdad que habían ingresado por Siria. Los escuadrones armados con cohetes y armas pequeñas estaban destinados a matar a los heridos por las explosiones y atrapar a los que intentaban huir de la carnicería.
Al-Qaeda, que considera que el Islam chiita es herético, fue inmediatamente responsabilizado por el ataque, y se creía que su intención era causar mucha más destrucción de la que realmente ocurrió.
El general de brigada Mark Kimmitt, el comandante estadounidense en Bagdad, inicialmente culpó a Abu Musab al-Zarqawi por los ataques, pero posteriormente se reveló que el comandante de campo de Zarqawi en Irak, Abu Abdallah al Hassan Ben Mahmoud, dirigió los ataques. El ayatolá Ali al-Sistani, un chiita muy influyente en Irak, culpó a Estados Unidos por permitir que ocurrieran los ataques, pero Kimmitt había acordado con los líderes chiitas desalojar los santuarios por respeto a las diferencias culturales.